# Jubilation
| Críticas profissionais | Críticas profissionais |
| Avaliações da crítica  | Avaliações da crítica  |
| Fonte                  | Avaliação              |
| ---------------------- | ---------------------- |
| allmusic               | 3 de 5 estrelas.       |

Jubilation é o décimo segundo e o último álbum de estúdio do grupo de rock The Band. Gravado na primavera de 1998 no estúdio caseiro de Levon Helm em Woodstock, Nova York, foi lançado no mesmo ano pela pequena gravadora River North.

## Faixas
1. "Book Faded Brown"
2. "Don't Wait"
3. "Last Train To Memphis"
4. "High Cotton"
5. "Kentucky Downpour"
6. "Bound By Love"
7. "White Cadillac (Ode to Ronnie Hawkins)"
8. "If I Should Fail"
9. "Spirit of the Dance"
10. "You See Me"
11. "French Girls"

## Créditos
- Rick Danko – baixo acústico e elétrico, contrabaixo, violão, vocais
- Levon Helm – bateria, percussão, harmônica, bandolim, vocais
- Garth Hudson – teclado, acordeão, órgão, piano, sintetizador, vocoder, percussão e saxofones soprano, alto e tenor
- Jim Weider – guitarra, bandolim, dobro, vocais
- Randy Ciarlante – bateria, percussão e vocais
- Richard Bell – piano, teclado, vocais
- Tom Malone – trombone, trompete e saxofone tenor e barítono
- Eric Clapton – guitarra em "Last Train to Memphis"
- Aaron Hurwitz – produtor, engenheiro-de-som, piano, órgão, acordeão, backing vocals
- John Hiatt – guitarra, vocais
- Bobby Charles – percussão, backing vocals
- Marie Spinosa – percussão, backing vocals
- Marty Grebb – teclado, backing vocals
- Jim Eppard – guitarra, bandolim
- Mike Dunn – baixo
- Kevin Doherty – backing vocals
- Amy Helm – backing vocals
- Maud Hudson – backing vocals